# Revelation (álbum de Journey)
Revelation es un álbum de estudio de la banda estadounidense Journey, y el primero con el vocalista filipino Arnel Pineda. Contiene material nuevo y versiones regrabadas de clásicos de la banda. La canción "Where Did I Lose Your Love" alcanzó el puesto No. 19 en las listas Adult Contemporary.
Revelation fue nominado al galardón álbum del año de la revista Classic Rock'. De acuerdo al sistema Nielsen Soundscan, Revelation ha vendido más de 800 000 copias en Estados Unidos.

## Lista de canciones

### Disco Uno
1. "Never Walk Away" - 4:19
2. "Like a Sunshower" - 4:29
3. "Change for the Better" - 5:52
4. "Wildest Dream" - 5:02
5. "Faith in the Heartland" - 6:18
6. "After All These Years" - 4:10
7. "Where Did I Lose Your Love" - 5:02
8. "What I Needed" - 5:28
9. "What It Takes to Win" - 5:23
10. "Turn Down the World Tonight" - 3:56
11. "The Journey (Revelation)" (Instrumental) - 5:25
12. "Let It Take You Back" - 4:59
13. "The Place in Your Heart" - 4:45

### Disco Dos
1. "Only the Young" - 4:14
2. "Don't Stop Believin'" - 4:55
3. "Wheel in the Sky" - 5:01
4. "Faithfully" - 4:47
5. "Any Way You Want It" - 3:25
6. "Who's Crying Now" - 5:16
7. "Separate Ways" - 5:27
8. "Lights" - 3:16
9. "Open Arms" - 3:22
10. "Be Good to Yourself" - 4:29
11. "Stone in Love" - 4:27

## Personal
- Arnel Pineda - voz
- Neal Schon - guitarra
- Jonathan Cain - teclados
- Ross Valory - bajo
- Deen Castronovo - batería
- Kevin Shirley - producción, mezcla